# Sherlock Holmes (filme de 1916)
Sherlock Holmes é um filme mudo produzido nos Estados Unidos e lançado em 1916.